# 天主教賈夫納教區
天主教賈夫納教區 （拉丁語：Diocesis Iaffnensis）是斯里蘭卡一個羅馬天主教教區，屬科倫坡總教區。1845年2月17日設代牧區，1886年9月1日升為教區。
教區範圍包括斯里蘭卡東部的賈夫納區、基利諾奇區和穆萊蒂武區，教座位於賈夫納。2006年有教友163,895人、51個堂區、98名司鐸。現任教區主教為多默‧薩沃達拉納也甘。